# Municipio de Badger (Iowa)
El municipio de Badger (en inglés: Badger Township) es un municipio ubicado en el condado de Webster en el estado estadounidense de Iowa. En el año 2010 tenía una población de 1121 habitantes y una densidad poblacional de 11,6 personas por km².

## Geografía
El municipio de Badger se encuentra ubicado en las coordenadas 42°35′37″N 94°9′35″O / 42.59361, -94.15972. Según la Oficina del Censo de los Estados Unidos, el municipio tiene una superficie total de 96.63 km², de la cual 96,04 km² corresponden a tierra firme y (0,61 %) 0,59 km² es agua.

## Demografía
Según el censo de 2010, había 1121 personas residiendo en el municipio de Badger. La densidad de población era de 11,6 hab./km². De los 1121 habitantes, el municipio de Badger estaba compuesto por el 98,48 % blancos, el 0,27 % eran afroamericanos, el 0,09 % eran amerindios, el 0,27 % eran asiáticos, el 0,09 % eran de otras razas y el 0,8 % eran de una mezcla de razas. Del total de la población el 1,16 % eran hispanos o latinos de cualquier raza.